# Championnat d'Uruguay de football 1902
Navigation
Édition précédente Édition suivante
| \| Montevideo: · CURCC · Albion · Deutscher · Uruguay Athletic · Nacional · Triunfo Montevideo \| Localisation des clubs engagés dans le championnat. |
| Montevideo: · CURCC · Albion · Deutscher · Uruguay Athletic · Nacional · Triunfo Montevideo                                                           |

La 3e édition du championnat d'Uruguay de football est remportée par le Club Nacional de Football. C’est le premier titre du club. Le National l’emporte avec quatre points d’avance sur le Central Uruguay Railway Cricket Club. Deutscher complète pour la première fois le podium. 
La troisième saison du championnat uruguayen regroupe six équipes. Le Triunfo Futball Club rejoint la compétition. 
Le National met fin à l’invincibilité du CURCC et remporte le championnat en gagnant tous ses matchs. Le nouveau venu, le Triunfo, termine à la dernière place en perdant contre tous ses adversaires sauf Albion.
Tous les clubs participant au championnat sont basés dans l’agglomération de Montevideo.

## Les clubs de l'édition 1902
| Club                                 | Stade                                    | Capacité | Ville      |
| ------------------------------------ | ---------------------------------------- | -------- | ---------- |
| Albion Football Club                 | Parque "Dr. Enrique Falco Lichtemberger" | 2000     | Montevideo |
| Central Uruguay Railway Cricket Club | Villa Peñarol                            | -        | Montevideo |
| Deutscher Fussball Klub              | -                                        | -        | Montevideo |
| Club Nacional de Football            | -                                        | -        | Montevideo |
| Triunfo Futball Club                 | -                                        | -        | Montevideo |
| Uruguay Athletic Club                | Cancha de Punta Carretas                 | -        | Montevideo |

## Compétition

### Classement
Le classement est établi sur le barème de points suivant : victoire à 2 points, match nul à 1, défaite à 0.
| Rang | Équipe                    | Pts | J  | G  | N | P | Bp | Bc | Diff |
| ---- | ------------------------- | --- | -- | -- | - | - | -- | -- | ---- |
| 1    | Club Nacional de Football | 20  | 10 | 10 | 0 | 0 | 40 | 5  | +35  |
| 2    | CURCC                     | 16  | 10 | 8  | 0 | 2 | 34 | 7  | +27  |
| 3    | Deutscher Fussball Klub   | 9   | 10 | 4  | 1 | 5 | 18 | 29 | -11  |
| 4    | Uruguay Athletic Club     | 6   | 10 | 3  | 0 | 7 | 6  | 22 | -16  |
| 5    | Albion Football Club      | 5   | 10 | 2  | 1 | 7 | 9  | 21 | -12  |
| 6    | Triunfo Futball Club      | 4   | 10 | 2  | 0 | 8 | 8  | 31 | -23  |

| Légende : Qualifications et relégations | Légende : Qualifications et relégations |
| --------------------------------------- | --------------------------------------- |
|                                         | Champion d’Uruguay                      |
|                                         | Relégation en deuxième division         |
|                                         | T : Tenant du titre P : Promus          |

## Bilan de la saison
| Championnat d'Uruguay de football 1902                             |                                       |
| Champion                                                           | Club Nacional de Football (1er titre) |
| Promotions et relégations                                          |                                       |
| Promus en Primera División                                         | Aucun                                 |
| Relégués en Championnat d'Uruguay de football de deuxième division | Aucun                                 |

## Statistiques

### Meilleur buteur
1. Bolívar Céspedes (Club Nacional de Football), 11 buts.